# Hayford (cràter)

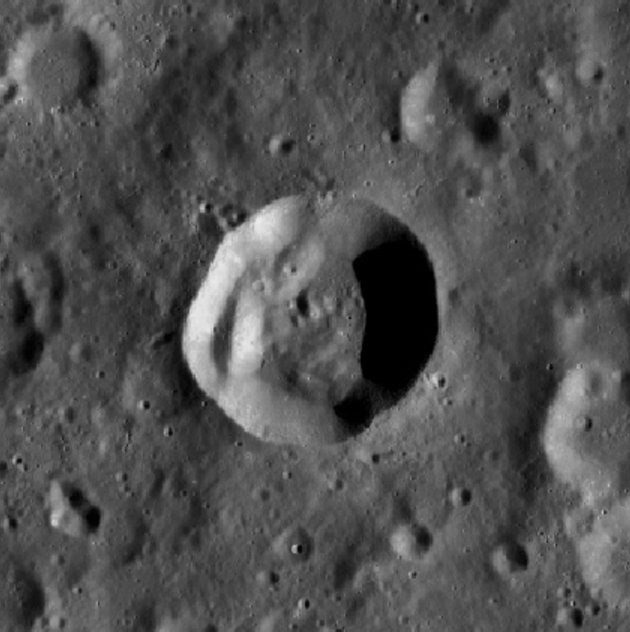
Fotografia de la missió Lunar Reconnaissance Orbiter

Hayford és un cràter d'impacte situat a la cara oculta de la Lluna. És un element relativament aïllat, amb el cràter principal més pròxim (Krasovskiy), a uns 300 quilòmetres cap al sud. Hayford té una vora ben definida que no presenta un grau d'erosió significatiu. Les parets internes s'inclinen directament cap a la plataforma central, amb pocs despreniments o formació de terrasses. El sòl interior està mancat, relativament, trets distintius.

## Cràters satèl·lit
Per convenció, aquests elements s'identifiquen als mapes lunars col·locant la lletra al costat del punt mitjà del cràter que està més pròxim a Hayford.
|         | \| Hayford \| Coordenades \| Diàmetre \| \| ------- \| -------------------------------------- \| -------- \| \| E \| 13° 30′ N, 172° 06′ O / 13.5°N,172.1°O \| 21 km \| \| K \| 9° 36′ N, 174° 12′ O / 9.6°N,174.2°O \| 26 km \| \| L \| 8° 12′ N, 175° 54′ O / 8.2°N,175.9°O \| 16 km \| \| P \| 11° 06′ N, 177° 36′ O / 11.1°N,177.6°O \| 21 km \| \| T \| 13° 18′ N, 179° 30′ E / 13.3°N,179.5°E \| 31 km \| \| O \| 14° 00′ N, 179° 54′ E / 14.0°N,179.9°E \| 21 km \| |          |
| Hayford | Coordenades | Diàmetre |
| E       | 13° 30′ N, 172° 06′ O / 13.5°N,172.1°O | 21 km    |
| K       | 9° 36′ N, 174° 12′ O / 9.6°N,174.2°O | 26 km    |
| L       | 8° 12′ N, 175° 54′ O / 8.2°N,175.9°O | 16 km    |
| P       | 11° 06′ N, 177° 36′ O / 11.1°N,177.6°O | 21 km    |
| T       | 13° 18′ N, 179° 30′ E / 13.3°N,179.5°E | 31 km    |
| O       | 14° 00′ N, 179° 54′ E / 14.0°N,179.9°E | 21 km    |